# Subaru (automerk)

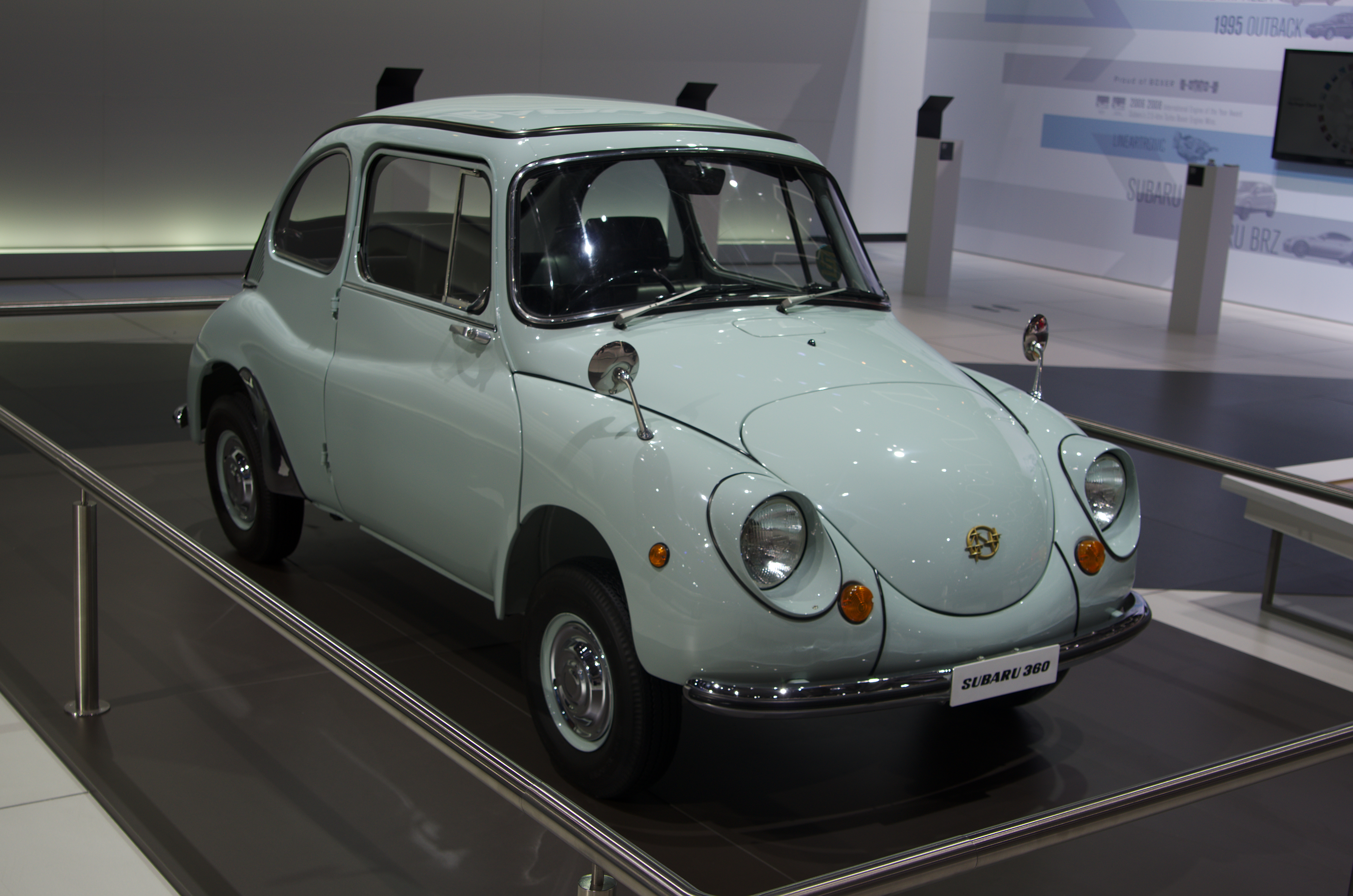
Subaru 360

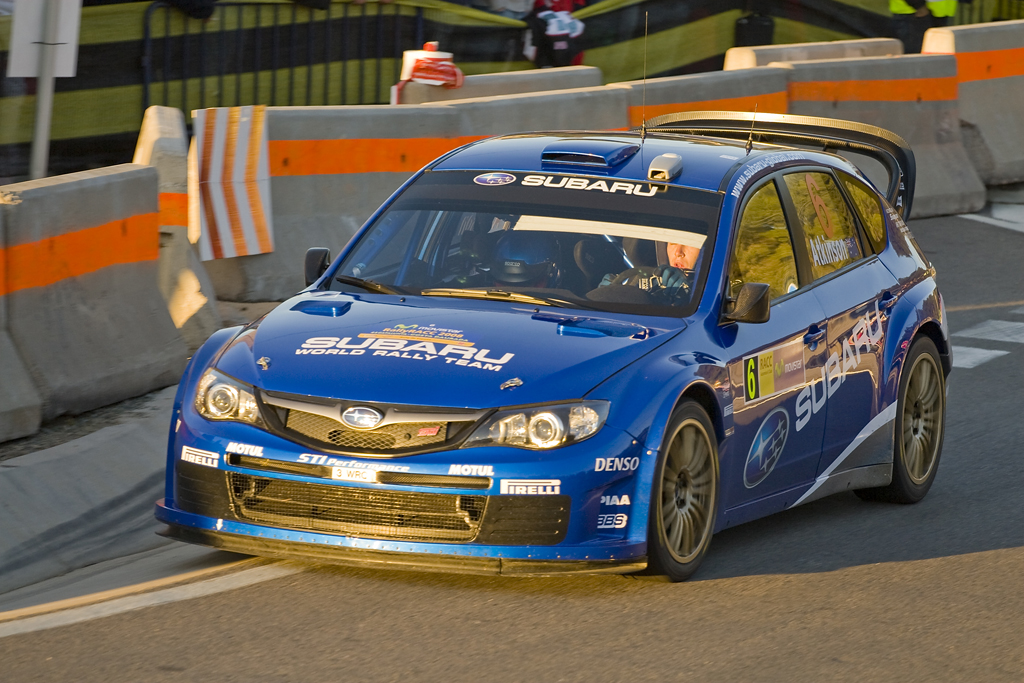
De 2008 Subaru Impreza WRC

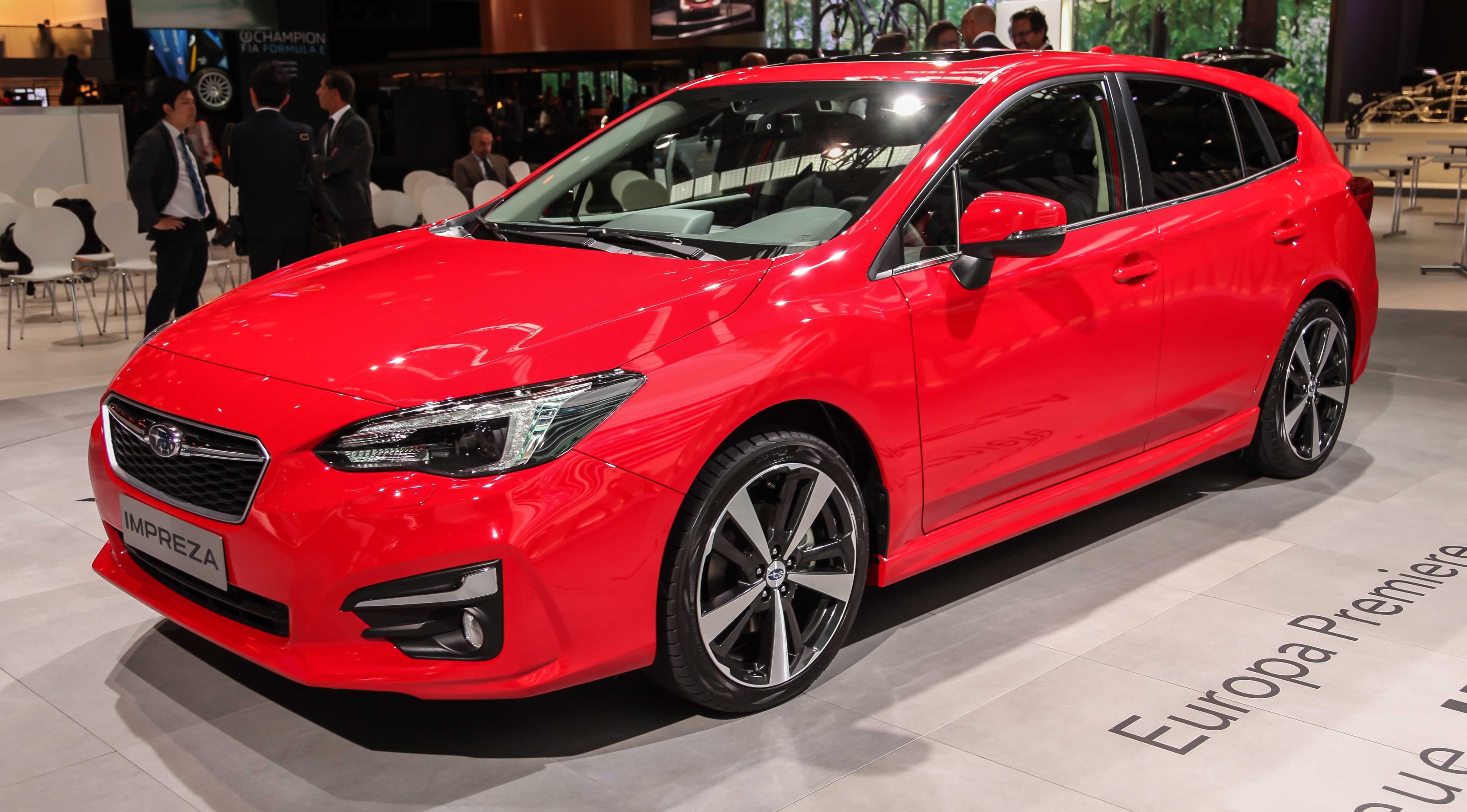
Subaru Impreza uit 2017

Subaru (In katakana: スバル) is een Japans automerk dat onderdeel is van Subaru Corporation, het voormalige Fuji Heavy Industries (FHI). Het merk is genoemd naar de Japanse naam voor het Zevengesternte, dat in gestileerde vorm in het logo terug te vinden is.

## Geschiedenis
Subaru begon in 1954 met de productie van de Subaru 1500 met de codenaam P1 en in grote lijnen gebaseerd was op het model van de Peugeot 403, maar die reeds na 20 stuks werd gestaakt. De motor was eveneens van Peugeot afkomstig. Later, in 1958 volgden de 360 en negen andere kleine modellen, zoals de Sambar, Rex, Pleo en Stella.
In 2000 ging FHI een samenwerkingsverband aan met het Amerikaanse General Motors (GM), als gevolg waarvan Saab de 9-2X in 2004 uitbracht. Dit was een kloon van de Subaru Impreza stationwagen (GG). De twee merken begonnen aan de ontwikkeling van de Subaru Tribeca en de Saab 9-6X SUVs die op gezamenlijke technologie gebouwd zou worden. Eind 2005 werden de GM-aandelen overgenomen door Toyota, waardoor een eind kwam aan de samenwerking tussen beide merken.
In 2012 staakte het bedrijf de productie van kleine voertuigen, een specifiek marktsegment in Japan, om zich volledig op grotere auto’s te concentreren. In de 54 jaar heeft Subaru bijna 8 miljoen voertuigen gemaakt. De verkoop werd niet volledig gestaakt maar de productie kwam in handen van Daihatsu.
Subaru is vooral bekend geworden door de standaard vierwielaandrijving en de toepassing van de boxermotor op bijna elk model. In 2017 was Subaru met ruim 1 miljoen geproduceerde auto's de 21e autofabrikant wereldwijd qua productieaantal..

## Nederland
Nederland maakte in 1969 voor het eerst kennis met Subaru. Het auto-importbedrijf Gremi uit Groningen introduceerde als eerste in West-Europa auto's van het merk, maar de verkoop kwam niet van de grond. Begin 1971 was het de Delftse Motorenhandel, een dochter van Englebert in Voorschoten, die het merk naar Nederland zei te halen maar opnieuw bleef het bij goede bedoelingen. Een jaar later was het de beurt aan het speciaal door de A.R.M. opgerichte Subaru Nederland BV, die aankondigde de auto's van Fuji Heavy Industries naar Nederland te halen. Dit keer met succes. Op 7 november 1972 vond de introductie plaats van een viertal Subaru's in Ouwehands Dierenpark.
Het merk had in Nederland in 2015 een marktaandeel van 0,2% en verkocht 801 auto's dat jaar. Rond 1990 verkocht Subaru nog zo'n 5000 auto's in Nederland.

## Rally
Subaru was actief in de rallysport, en won onder andere driemaal achtereen de wereldkampioenschappen rally. In 2009 trok Subaru zich terug uit deze wereldkampioenschap. De hoge kosten en de financiële crisis hebben tot dit besluit bijgedragen. Het blijft onduidelijk of Subaru na de financiële crisis weer met een eigen team zal toetreden tot de World Rally Championship.
Privé-teams rijden nog wel met de Subaru WRX STi rallyes, zij het dat deze voertuigen sterk aangepast zijn.

## Modellengamma
Subaru modellen in productie:
- Impreza
- XV
- Forester
- Levorg
- Outback
- WRX STi

Subaru leverbaar buiten Europa:
- Crosstrek
- Legacy
- Ascent

Subaru modellen uit productie:
- BRZ
- E-wagon (Libero)
- Justy
- Leone
- R1
- R2
- Rex (Mini Jumbo)
- SVX
- Trezia
- (B9) Tribeca
- Vivio
- XT